# 斯普賴滕巴赫
斯普賴滕巴赫（Spreitenbach）是瑞士的城鎮，位於該國北部，由阿爾高州負責管轄，面積8.6平方公里，海拔高度421米，2017年人口11,788，四成人口信奉羅馬天主教，人口密度每平方公里1400人。